# Вале-Флор
Вале-Флор (порт. Vale Flor) — район (фрегезия) в Португалии, входит в округ Гуарда. Является составной частью муниципалитета Меда. По старому административному делению входил в провинцию Бейра-Алта. Входит в экономико-статистический субрегион Бейра-Интериор-Норте, который входит в Центральный регион. Население составляет 227 человек на 2001 год. Занимает площадь 16,76 км².